# Intressekonflikt
En intressekonflikt uppstår när två eller flera parter har motstående eller potentiellt motstående intressen. I sin enklaste form kan en intressekonflikt uppstå när två personer – A och B – ska dela en tillgång (till exempel en kaka). Både A och B har här ett intresse av att maximera sin vinst men genom maximering av A:s intresse kommer B:s intresse inte att kunna tillgodoses. Inom spelteori finns flera metoder för att lösa en intressekonflikt.

## Inom ekonomisektorn
Intressekonflikter syftar inom finansvärlden på att ett värdepappersinstitut eller annan aktör, som förväntas agera för sina kunders bästa, har ett eget intresse av att agera i strid med denna princip. Problemet finns även inom försäkrings- och rådgivningsområdet.
Intressekonflikter är inte ovanliga och kan i värsta fall leda till skada för konsumenter. För att motverka detta brukar de flesta länder införa krav på att bolagen reglerar och hanterar sina intressekonflikter. I Sverige finns regler både i form av lag och i form av Finansinspektionens regler om intressekonflikter. För bolagens del handlar det här om att kunna hantera kundernas intresse av att bli behandlade på ett korrekt sätt och inte otillbörligt missgynnas.